# Goodwill Games 1986
Die Goodwill Games 1986 (russisch Игры доброй воли 1986) waren Sportwettbewerbe im Rahmen der Goodwill Games. Diese erste Austragung fand vom 5. bis zum 20. Juli 1986 in Moskau in der damaligen Sowjetunion statt. Nach den Boykotts der Olympischen Sommerspiele 1980 in Moskau und der Olympischen Sommerspiele 1984 in Los Angeles trafen erstmals wieder Sportler der beiden in einem Kalten Krieg befindlichen Länder aufeinander.

Logo der Goodwill Games

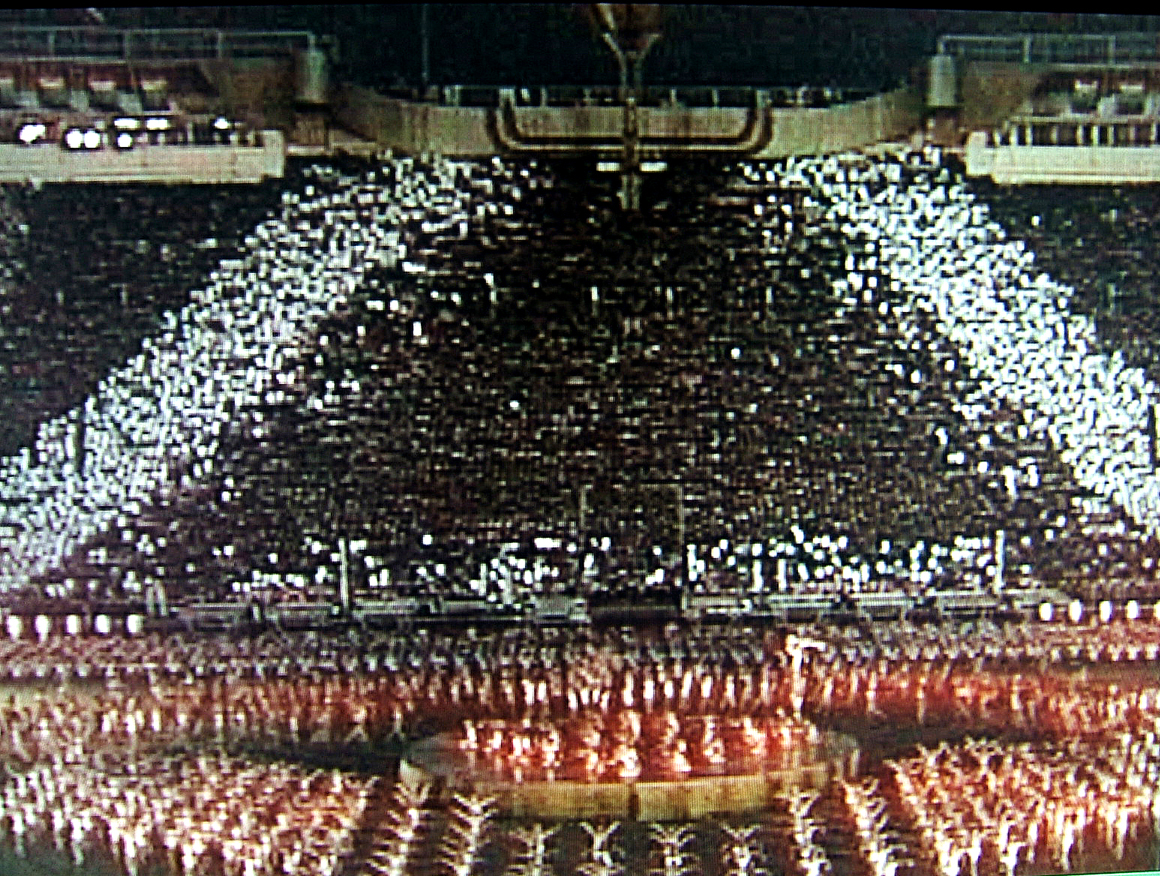
Bild von der Eröffnungsveranstaltung der Goodwill Games 1986 in Moskau

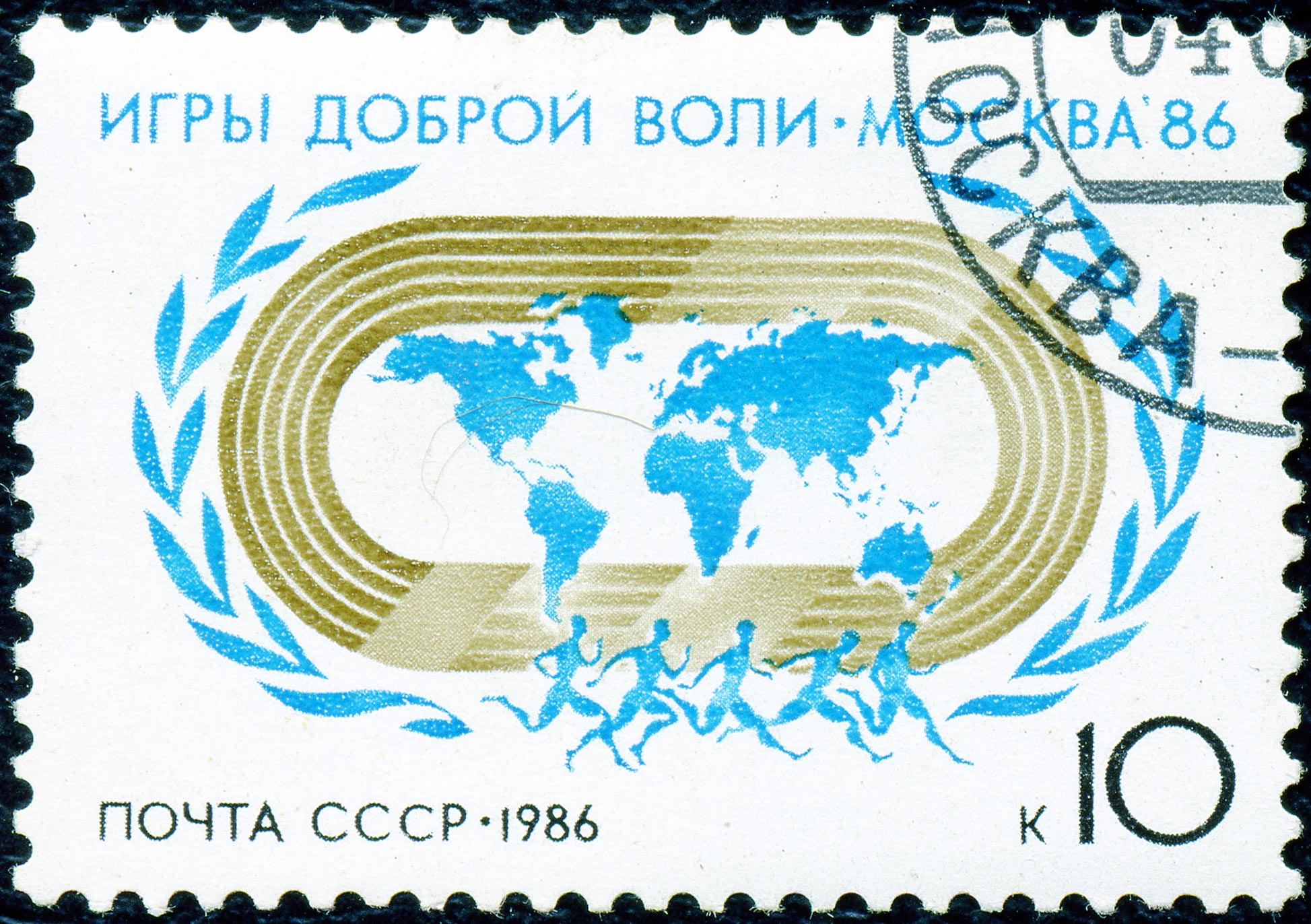
Briefmarke der Post der UdSSR zu den Goodwill Games 1986

Mehr als 3000 Athleten aus 79 Ländern nahmen an 182 Wettbewerben in 18 Sportarten teil. Dabei wurden sechs Welt-, acht Kontinental- und 91 nationale Rekorde gebrochen.

## Einladungen
Die Sportler wurden direkt vom Veranstalter eingeladen und nicht von ihren nationalen Verbänden entsandt.

## Wettbewerbe
182 Wettbewerbe in 18 Sportarten wurden ausgetragen, nämlich in Basketball, Boxen, Gewichtheben, Handball, Judo, Leichtathletik, Moderner Fünfkampf, Motoball, Radfahren, Ringen, Rudern, Schwimmen, Segeln, Tennis, Turnen, Volleyball, Wasserball und Wasserspringen.

### Basketball
Im Basketball wurde ein Turnier der Frauen mit sechs Mannschaften ausgespielt. Es gewann das Team der Vereinigten Staaten vor der Sowjetunion, Brasilien, Bulgarien, Jugoslawien und der ČSSR.

### Handball
Das Turnier im Handball gewann bei den Frauen die sowjetische Nationalmannschaft vor der westdeutschen, der ungarischen, der dänischen, der japanischen und der Auswahl der Vereinigten Staaten. Bei den Männern siegte das sowjetische Team vor dem US-amerikanischen, tschechoslowakischen, isländischen und dem polnischen Team.

### Leichtathletik
In den Sportarten der Leichtathletik wurden folgende Ergebnisse erzielt:
100 m
Hier siegte bei den Männern Ben Johnson (9,95 s) vor Chidi Imoh (10,04 s) und Carl Lewis (10,06 s). Bei den Frauen gewann Evelyn Ashford (10,91) vor Heike Drechsler (10,91) und Elvira Barbashina (11,12).
200 m
Die 200 Meter der Frauen gewann Pam Marshall (22,12 s) vor Ewa Kasprzyk (22,13) und Elvira Barbashina (22,27). Bei den Männern siegte Floyd Heard (20,12 s) vor Dwayne Evans (20,45 s) und Wallace Spearmon (20,49 s).
400 m
Über 400 Meter gewann Antonio McKay (44,98 s) vor Clarence Daniel (45,11 s) und Darrell Robinson (45,15 s). Olga Wladykina (49,96) besiegte Marija Pinigina (50,29) und Lillie Leatherwood-King (50,47).
800 m
Ljubow Michailowna Gurina (1:57,52 min) gewann vor Nadezhda Zabolotneva (1:57,54) und Mitica Jungiatu (1:57,87). Johnny Gray (1:46,52 min) siegte vor Stanley Redwine (1:46,89) und Sammy Tirop (1:47,05).
1500 m
Hier siegte Pawel Jakowlew (3:39,96 min) vor Igor Lotorew (3:40,18) und Steve Scott (3:40,31). Tetjana Samolenko (4:05,50) verwies Rawilja Agletdinowa (4:06,14) und Swetlana Alexandrowna Kitowa (4:07,21) auf die Plätze.
3000 m
Es gewann Mariana Stanescu (8:38,83 min) vor Swetlana Ulmassowa (8:39,19) und Regina Čistiakova (8:39,25).
5000 m
Das Rennen gewann Doug Padilla (13:46,67 min) vor Terry Brahm (13:47,11) und Ewgeni Ignatow (13:47,17); Olga Bondarenko (15:03,51) kam vor Swetlana Ulmassowa (15:05,50) und Cindy Bremser (15:11,78) ins Ziel.
10.000 m
Domingos Castro (28:11,21 min) siegte vor Gerard Donakowski (28:11,87) und Dionísio Castro (28:12,04).
Marathon
Den Marathon gewann Nadeschda Gumerowa (2:33:09 h) vor Irina Bogatschowa (2:34:09) und Tatyana Gridneva (2:34:40). Belayneh Dinsamo (2:14:42) lief vor Igor Broslavsky (2:15:24) und Jakow Tolstikow (2:16:22) durchs Ziel.
10 km Gehen
Über 10 km Gehen gewann Kerry Saxby (45:08,13 min) vor Ping Guan (45:56,50) und Aleksandra Grigoryeva (46:00,27).
20 km Gehen
Alexei Perschin (1:23:29 h) erreichte den ersten Platz vor Aleksandr Boyarshinov (1:23:36) und Jauhen Missjulja (1:23:53).
100 m Hürden
Den Hürdenlauf über 100 Meter gewann Jordanka Donkowa (12,40 s), die vor Cornelia Oschkenat (12,62) und Ginka Sagortschewa (12,72) die Ziellinie querte.
110 m Hürden
Es gewann Greg Foster (13,25 s) vor Andrei Prokofjew (13,28) und Keith Talley (13,31).
400 m Hürden
Hier siegte Edwin Moses (47,94 s) vor Aleksandr Vasilyev (48,24) und David Patrick (48,59). Marina Stepanowa (53,81) siegte vor Cristieana Matei (54,55) und Ellen Fiedler (54,80).
4 × 100 m Staffel
Das Team der Vereinigten Staaten (37,98 s) mit Lee McRae, Floyd Heard, Harvey Glance und Carl Lewis gewann vor den beiden Staffeln aus der Sowjetunion (38,19 bzw. 40,22) mit Alexander Jewgenjew, Nikolai Juschmanow, Wladimir Murawjow und Wiktor Bryshin sowie mit Alexander Kutepow, Roman Osipenko, Dmitry Bartenev und Sergei Klyonov. Die Amerikanerinnen Michelle Finn, Diane Williams, Randy Givens und Evelyn Ashford siegten in einer Zeit von 42,12 s vor einer sowjetischen Staffel (42,27 s) mit Olga Zolotaryova, Maia Asaraschwili, Iryna Sljussar und Elvira Barbashina; die zweite sowjetische Staffel mit Olga Kosakova, Oksana Kovaleva, Tatjana Tschebykina und Irina Priwalowa wurde disqualifiziert.
4 × 400 m Staffel
Das Team der Sowjetunion gewann in 3:01,25 min mit den Startern Wladimir Krylow, Wladimir Prossin, Vladimir Volodko und Alexander Kurotschkin vor dem US-amerikanischen Team (3:01,47) mit Walter McCoy, Clarence Daniel, Danny Everett und Darrell Robinson. Die Amerikanerinnen Chandra Cheeseborough, Brenda Cliette, Lillie Leatherwood-King und Diane Dixon liefen in einer Zeit von 3:21,22 vor dem sowjetischen Team (3:21,99) mit Marina Stepanowa, Mariya Pinigina, Lyudmila Dzhigalova und Olga Wladykina ins Ziel.
Hochsprung
Den Wettbewerb im Hochsprung gewann Doug Nordquist (2,34 m) vor Igor Paklin (2,32 m) und Sorin Matei (2,32 m). Stefka Kostadinowa (2,03 m) gewann vor Olga Turchak (2,01 m) und Swetlana Lessewa (1,96 m).
Stabhochsprung
Sergei Bubka (6,01 m) stellte einen neuen Weltrekord auf und gewann vor Rodion Gataullin (5,80 m) und Earl Bell (5,75 m).
Weitsprung
Diesen Wettkampf entschied Galina Tschistjakowa (7,27 m) für sich vor Jelena Belewskaja (7,17 m) und Iryna Waljukewitsch (7,07 m). Robert Emmijan siegte mit 8,61 m vor Larry Myricks mit 8,41 m.
Dreisprung
Es gewann Mike Conley Sr. (17,69 m) vor Christo Markow (17,35 m) und Mykola Mussijenko (17,33 m).
Kugelstoßen
Das Kugelstoßen gewann Sergei Smirnow (21,79 m) vor Sergei Gawrjuschin (21,09 m) und John Brenner (20,62 m). Natalja Lissowskaja (21,37 m) siegte vor Natalja Achrimenko (20,33 m) und Mihaela Loghin (19,89 m).
Diskuswurf
Hier gewann Romas Ubartas (67,12 m) vor Dmytro Kowzun (64,24 m) und Knut Hjeltnes (64,02 m). Zwetanka Christowa (69,54 m) belegte Platz 1 vor Martina Hellmann (69,04 m) und Diana Sachse (68,46 m).
Hammerwurf
Jurij Sjedych (84,72 m) siegte vor Sergei N. Litwinow (84,64 m) und Benyaminas Vilutskis (80,04 m).
Speerwurf
Den Speerwurfwettbewerb gewann Petra Felke (70,78 m) vor Iryna Kostjutschenkowa (61,28 m) und Natallja Jermalowitsch (60,58 m). Tom Petranoff (83,46 m) siegte vor Heino Puuste (83,12 m) und Sergei Gavras (81,44 m).
Zehnkampf
Georgy Degtyarev (8322 Punkte) war der beste Zehnkämpfer, vor Oleksandr Apajtschew (8244) und Aleksei Lyakh (8082). Jackie Joyner-Kersee (7148 Punkte) stellte einen neuen Weltrekord auf und gewann damit den Wettbewerb vor Sibylle Thiele (6635) und Natalja Schubenkowa (6631).

### Moderner Fünfkampf
Im Modernen Fünfkampf siegte bei den Männern die Sowjetunion vor Polen, Ungarn, den Vereinigten Staaten, der ČSSR, Italien, Bulgarien, Spanien, Mexiko, BRD, Frankreich und Finnland. Die drei besten Fünfkämpfer waren Wachtang Iagoraschwili, Anatoli Awdejew und Igor Schwarz. Den Wettbewerb bei den Frauen gewann Polen vor der Sowjetunion, der BRD, Frankreich, den Vereinigten Staaten, Italien, dem Vereinigten Königreich und Finnland. Die besten Fünfkämpferinnen wurden Tatyana Chernetskaya, Sophie Moressee und Lori Norwood.

### Volleyball
Den Wettbewerb der Frauen gewann das Team der Sowjetunion vor den Mannschaften aus Peru, den Vereinigten Staaten, Japan, Nordkorea, der ČSSR, der DDR und der BRD. Bei den Männern gewann das Team der Sowjetunion vor den Teams aus den Vereinigten Staaten, Japan, Frankreich, Bulgarien, der ČSSR, Polen und Brasilien.

### Wasserball
Im Wasserball traten sechs Männerteams an. Es gewann die Sowjetunion vor den Vereinigten Staaten, Ungarn, der BRD, den Niederlanden und Griechenland.

## Vermarktung und TV-Übertragung
Das US-Medienunternehmen Turner Broadcasting System (TBS) übertrug in den Vereinigten Staaten 129 Stunden von den Wettbewerben. Für Fernsehsender in 66 Ländern wurden fast 200 Stunden von den Wettbewerben und den Zeremonien zur Verfügung gestellt. Das Unternehmen TBS ist im Besitz von Ted Turner, der auch die Goodwill Games initiiert hatte.